# Ohashi Trio
Ohashi Trio (大橋トリオ?  nacido el 12 de Julio de 1978) es un cantante y compositor Japonés. Durante el comienzo de los 2000, Trio actuó como músico y produjo, contribuyendo a varios albums y actuaciones en vivo bajo su nombre de nacimiento Yoshinori Ohashi (大橋 好規 Ohashi Yoshinori?) antes de lanzar su primer album de producción propia Pretaporter en 2007.  Su debut en Rhythm Zone de Avex Group, I Got Rhythm? (2009) llegó a lo más alto del top de álbumes de la tienda de iTunes. Durante su carrera, ha lanzado dieciocho álbumes de estudio, siete singles y ha compuesto música para multitud de películas.

## Discografía

### Como Yoshinori Ohashi

#### Álbumes de estudio
| Título     | Año  |
| ---------- | ---- |
| Borderless | 2008 |

#### Banda sonora
| Año  | Título                                                                                         |
| ---- | ---------------------------------------------------------------------------------------------- |
| 2006 | Colours Original Soundtrack                                                                    |
| 2006 | Baumkuchen Original Soundtrack                                                                 |
| 2006 | Yomei 1 Kagetsu no Hanayome Original Soundtrack (余命1ヶ月の花嫁 オリジナル・サウンドトラック) |
| 2006 | Eiga Kaminari Sakura Original Soundtrack (映画 雷桜 オリジナル・サウンドトラック)              |
| 2006 | Starman Kono Hoshi no Koi Original Soundtrack (スターマン･この星の恋 original soundtrack)      |
| 2006 | P to JK Original Soundtrack (PとJK オリジナル・サウンドトラック)                               |

| Año  | Título                                                                       | Otros artistas  | Álbum                                                                        |
| ---- | ---------------------------------------------------------------------------- | --------------- | ---------------------------------------------------------------------------- |
| 2006 | Standing There ~Ima, Soko ni Iku yo~ (Standing There 〜いま、そこに行くよ〜) | Bonobos         | Standing There ~Ima, Soko ni Iku yo~ (Standing There 〜いま、そこに行くよ〜) |
| 2011 | Last Scene (ラストシーン)                                                    | Tomoyatsu Hotei | All Time Super Guest                                                         |

### Como el trío Ohashi

#### Álbumes de estudio
| Año  | Título             | Oricon de Japón | Oricon de Japón |
| Año  | Título             | Puesto          | Semanas         |
| ---- | ------------------ | --------------- | --------------- |
| 2007 | Pretaporter        | 263             | 2               |
| 2008 | This is Music      | 114             | 7               |
| 2009 | A Bird             | 21              | 8               |
| 2009 | I Got Rhythm?      | 27              | 6               |
| 2010 | Newold             | 29              | 4               |
| 2011 | L (エル)           | 41              | 4               |
| 2011 | R (アール)         | 39              | 5               |
| 2012 | White              | 34              | 4               |
| 2013 | Plugged (プラグド) | 24              | 6               |
| 2013 | Magic              | 30              | 3               |
| 2015 | Parody             | 30              | 3               |
| 2016 | 10 (TEN)           | 13              | 5               |
| 2017 | Blue               | 16              | 5               |
| 2018 | Stereo             | 15              | 5               |
| 2019 | Thunderbird        | 21              | 5               |
| 2020 | This is Music Too  | 17              | 5               |
| 2021 | New World          | 15              | 1               |

#### Álbumes en vivo
| Año  | Título                             | Oricon de Japón | Oricon de Japón |
| Año  | Título                             | Puesto          | Semanas         |
| ---- | ---------------------------------- | --------------- | --------------- |
| 2015 | OhashiTrio y los Pretaporters 2014 | 47              | 2               |

#### Álbumes de portadas
| Año  | Título        | Oricon de Japón | Oricon de Japón |
| Año  | Título        | Puesto          | Semanas         |
| ---- | ------------- | --------------- | --------------- |
| 2010 | Fake Book     | 53              | 4               |
| 2011 | Fake Book II  | 74              | 4               |
| 2012 | Fake Book III | 76              | 2               |

#### Álbumes recopilatorios
| Año  | Título                                                                 | Oricon de Japón | Oricon de Japón |
| Año  | Título                                                                 | Puesto          | Semanas         |
| ---- | ---------------------------------------------------------------------- | --------------- | --------------- |
| 2014 | Ohashi Trio Deluxe Best (大橋トリオ DELUXE BEST)                       | 26              | 5               |
| 2014 | Ohashi Trio Standard & Ballad Best (大橋トリオ STANDARD & BALLAD BEST) | 26              | 5               |
| 2014 | Ohashi Trio Standard Best (大橋トリオ STANDARD BEST)                   | 26              | 5               |

#### Individual
| Año                                      | Título                                                                              | Oricon de Japón | Oricon de Japón | Album            |
| Año                                      |                                                                                     | Puesto          | Semanas         | Album            |
| ---------------------------------------- | ----------------------------------------------------------------------------------- | --------------- | --------------- | ---------------- |
| 2009                                     | Hadaka no Ōsama (はだかの王様)                                                      | —               | —               | A Bird           |
| 2009                                     | Shine                                                                               | —               | —               | A Bird           |
| 2009                                     | A Bird                                                                              | —               | —               | A Bird           |
| 2009                                     | Boku to Tsuki no Waltz (僕と月のワルツ)                                             | —               | —               | I Got Rhythm?    |
| 2010                                     | Okurukotoba (贈る言葉, cover)                                                       | —               | —               | Fake Book        |
| 2010                                     | Honey                                                                               | —               | —               | Newold           |
| 2016                                     | Ringo no Ki/Uchu Kara Yattekita ni Nyanbo (りんごの木/宇宙からやってきたにゃんぼー) | 59              | 1               | Non-album single |
| 2017                                     | Amy Said                                                                            | —               | —               | Non-album single |
| 2017                                     | She                                                                                 | —               | —               | Stereo           |
| 2017                                     | Tori no You Ni (鳥のように)                                                         | —               | —               | Stereo           |
| 2018                                     | Natural Woman                                                                       | —               | —               | Thunderbird      |
| 2018                                     | S・M・I・L・E・S                                                                    | —               | —               | Thunderbird      |
| "—" denotes items which failed to chart. |                                                                                     |                 |                 |                  |

#### Apariciones de invitados
| Año  | Título                                                                                          | Otros Artistas | Album |
| ---- | ----------------------------------------------------------------------------------------------- | -------------- | --- |
| 2009 | Kaze no Tani no Nausicaa (風の谷のナウシカ) (Narumi Yasuda cover)                               | N/A            | Ghibli meets Bossa Nova (ジブリ meets Bossa Nova)                                                                                    |
| 2010 | Mayonaka no Merry-Go-Round ~No Music, No Life~ (真夜中のメリーゴーランド 〜NO MUSIC, NO LIFE〜) | Aoi Teshima    | No Music, No Life. Songs |
| 2010 | Winnie the Pooh and the Honey Tree (Sherman Brothers cover)                                     | N/A            | Disney Rocks!! |
| 2011 | Totsuzen no Okurimono (突然の贈り物) (Taeko Ohnuki cover)                                       | N/A            | Happy Holidays!~City Pops Covers~ |
| 2012 | Okurukotoba (贈る言葉) (Kaientai cover)                                                         | N/A            | Happy Holidays!~80's Pops Covers~ |
| 2012 | Polly (Nirvana cover)                                                                           | N/A            | Nevermind Tribute |
| 2013 | Fine Thank You and You? (feat. Ohashi Trio)                                                     | Shipsenti      | 10CM |
| 2014 | Stay Gold (Hikaru Utada cover)                                                                  | N/A            | Utada Hikaru no Uta −13 Kumi no Ongakuka ni Yoru 13 no Kaishaku ni Tsuite- (宇多田ヒカルのうた -13組の音楽家による13の解釈について-) |
| 2018 | TURN IT UP                                                                                      | MONDO GROSSO   | Attune / Detune |
| 2018 | Can't Stop                                                                                      | Asako Toki     | Safari |
| 2022 | (......Le Petit Prince)（……小王子）                                                             | Wu Qing-feng   | Mallarme's Tuesdays |